# Untitled Mixtape
Untitled Mixtape è il settimo album in studio del gruppo musicale statunitense Carousel Kings, pubblicato nel 2023.

## Tracce
1. Empty Clouds – 3:11
2. Memory Kitty Chord (feat. A.J. Perdomo) – 3:28
3. Disappear (feat. Sunday Friend) – 3:08
4. Something in the Water (feat. Paycheck) – 3:21
5. Eternally Sent (feat. Saxl Rose) – 3:22
6. Not Settling Yet (feat. A.J. Perdomo) – 3:37
7. Tragic (feat. Rory Rodriguez) – 3:53
8. Pleasure Weather (feat. Saxl Rose) – 3:41
9. Forgive and Regret (feat. sadgods) – 2:53
10. Heart Strings – 3:43

Durata totale: 34:17